# Pic jaune
Celeus flavus
Espèce
Statut de conservation UICN

 LC  : Préoccupation mineure
Le Pic jaune (Celeus flavus) est une espèce d'oiseaux appartenant à la famille des Picidae.